# David Krančan
David Krančan, slovenski stripar in ilustrator, * 1984, Ljubljana.
Diplomiral je iz stripa na Akademiji za likovno umetnost in oblikovanje v Ljubljani pri prof. Milanu Eriču. Deluje na področju stripa, ilustracije in oblikovanja. Od leta 2002 je član uredništva revije Stripburger, od 2011 pa ilustrira naslovnice za Dnevnikov Objektiv.
Z Andražem Poličem sta leta 2008 ustvarila haiku-strip album Na prvem tiru. 2014 izda strip za otroke Grdina, leto kasneje pa izide Pijani zajec. Oba stripa sta nastala po pripovedkah Zverinice iz Rezije.
Krančan je tako v teoriji kot v praksi raziskovalec razsežnosti stripa kot likovnega izraza. Njegove pripovedi so velikokrat brez besed in v likovni podobi skrivajo pripovedne ključe. Živi in dela v bližini Kranja.

## Samostojne stripovske izdaje in albumi
- An Illustrated Lovely Story: David Krančan’s Pulp Fiction Novel, Miniburger - Dirty Dozen & the Lucky 13th (minialbum), Stripburger 38, Stripburger/Forum Ljubljana, 2004
- Na prvem tiru, stripovski album, avtor stripa in oblikovanja: David Krančan, besedilo: Andraž Polič, Stripburger/Forum Ljubljana, 2008
- Golaž:gollage, stripovski album, avtorji: David Krančan, Jakob Klemenčič, Matej Stupica, Stripburger/Forum Ljubljana, 2012
- Grdina, Zverinice iz Rezije v stripu, stripovski album, avtor stripa in oblikovanja: David Krančan, po zapisu Milka Matičetovega: Stripburger/Forum Ljubljana, 2014
- Pijani zajec, po pripovedi Dorine Čúnkine in zapisu Milka Matičetovega: Stripburger/Forum Ljubljana, 2015
- Pot knjige, Od avtorja do bralca, stripovska knjižica, avtor besedila: Žiga X Gobač, avtor stripa in oblikovanje: David Krančan, Javna agencija za knjigo RS, 2016

## Objave stripov v antologijah, zbornikih, revijah in časopisih (izbor)
- Simfonija v modrem, Stripburger, 2001
- Hot Dox, Stripburger, 2002
- Slonja zgodba, Warburger, 2003
- Confidence per Person, Stripburger, 2007
- Prešernov dan, Slovenski klasiki, 2009
- Bilo je zapisano, Stripburger, 2013

## Ilustracija
- Basni iz Zalega loga, 1, zvočni posnetek, priredba tekstov: Robert Celestina, ilustracija: David Krančan, režija in glasbena oprema: Miki Šarac Gong, Ljubljana, 2001
- Prepletenke: slikovne uganke za začetno učenje slovenščine, učbenik Rada Lečič, ilustratorja: David Krančan, Tit Nešović, Modrijan, Ljubljana, 2003
- Bolje kuham kot študiram, strokovna monografija, avtor ilustracij in oblikovanja: David Krančan, besedilo: Janez Bogataj in Lea Kužnik, Založba Rokus, 2008
- Resno in manj resno o osteoporozi, knjiga, ilustracije: David Krančan, urednica: Duša Hlade Zore, Zveza društev bolnikov z osteoporozo Slovenije, Ljubljana, 2010
- Ona je mesto, pesniška zbirka, avtor ilustracij in oblikovanja: David Krančan, besedilo: Andraž Polič, Založba Franc-Franc, 2013